# Schimperella (Brachytheciaceae)
Schimperella är ett släkte i Hypnales. Schimperella ingår i familjen Brachytheciaceae.
Kladogram enligt Catalogue of Life:
| Schimperella | \| \| Schimperella bello-intricata \| \| \| \| \| \| Schimperella rhynchostegioides \| \| \| \| |
|              | \| \| Schimperella bello-intricata \| \| \| \| \| \| Schimperella rhynchostegioides \| \| \| \| |
|              | Schimperella bello-intricata                                                                    |
|              |                                                                                                 |
|              | Schimperella rhynchostegioides                                                                  |
|              |                                                                                                 |